# Cmentarz żydowski w Nowym Stawie
Cmentarz żydowski w Nowym Stawie – nieistniejący, założony w XIX wieku kirkut znajdujący się w Nowym Stawie przy ul. Wiejskiej. Po dewastacji w czasie II wojny światowej na jego terenie znajduje się pole uprawne.